# Landkanton Osterburg

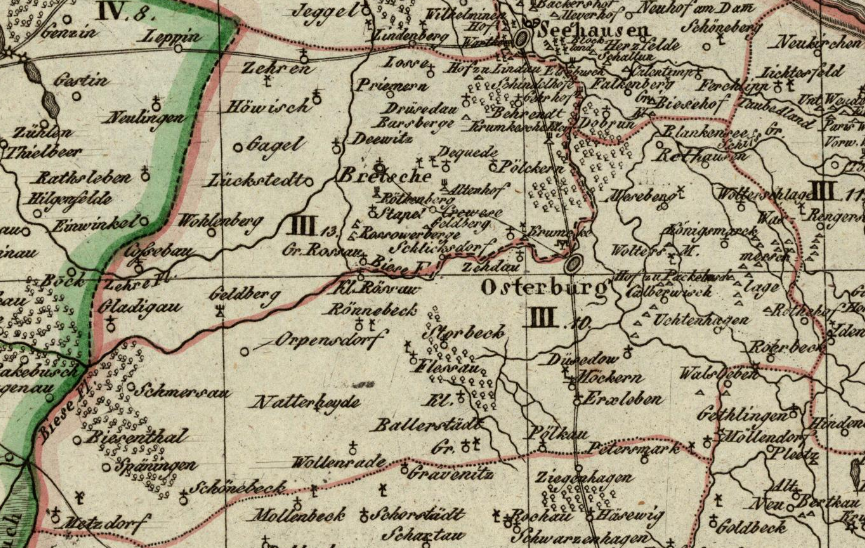
Der Kanton Osterburg (III.10) im Distrikt Stendal des Departement der Elbe (um 1812, nach der Vereinigung von Stadt- und Landkanton Osterburg). Die Grenze von Stadtkanton Osterburg (nordöstlicher Teil) und Landkanton Osterburg (südlicher und westlicher Teil) zog sich nur wenig südlich von Zedau, Osterburg und Packebusch nach Osten

Der Landkanton Osterburg (auch Canton Osterburg rurale) war eine Verwaltungseinheit des Königreichs Westphalen. Er wurde 1807 gebildete und um/vor 1809 mit dem Stadtkanton Osterburg zum Kanton Osterburg vereinigt. Er gehörte nach der Verwaltungsgliederung des Königreichs zum Distrikt Stendal des Departement der Elbe. Kantonshauptort (chef-lieu) war Osterburg (Altmark) im Landkreis Stendal (Sachsen-Anhalt).

## Geschichte
1807 musste Preußen im Frieden von Tilsit unter anderen Gebieten auch auf die Altmark und das Herzogtum Magdeburg zugunsten des in diesem Jahr neu gegründeten Königreichs Westphalen verzichten. Aus diesen Gebieten und kleineren, vom Königreich Sachsen abgetretenen Gebieten wurde das Departement der Elbe gebildet, das sich in vier Distrikte (Magdeburg, Neuhaldensleben, Stendal und Salzwedel) gliederte. Der Distrikt Stendal untergliederte sich weiter in 13 Kantone (cantons), darunter den Kanton Osterburg-(Land). Der Landkanton Osterburg umfasste 1808 neun Gemeinden (von der heutigen Schreibweise abweichende Schreibweisen sind kursiv):
- Möllendorf, Dorf, mit Düsedau (Diesedow, Düsedow) und Calberwisch
- Uchtenhagen, Dorf, mit Rohrbeck
- Erxleben, Dorf mit Polkau und Erxleben, Möckern
- Groß Ballerstedt (Groß Ballerstädt), Dorf mit Klein Ballerstedt (Klein Ballerstädt)
- Wollenrade, Dorf mit Flessau und Storbeck
- Meßdorf (Metzdorf), Dorf, mit Schönebeck
- Späningen (Spanningen), Dorf mit Natterheide
- Schmersau, Dorf mit Biesenthal (Bisenthal) und Orpensdorf (Oppendorf)
- Klein Rossau (Klein Rößau, Klein Roßau), Dorf mit Rönnebeck

1808 hatte der Landkanton Osterburg 3.221 Einwohner. Landkanton Osterburg und Stadtkanton Osterburg wurden um/vor 1809 zum Kanton Osterburg vereinigt. Der Special-Atlas des Königreichs Westphalen verzeichnet 1809 nur noch den vereinigten Kanton Osterburg. Nach den Angaben von Johann Georg Hassel hatte der aus Land- und Stadtkanton Osterburg gebildete Kanton Osterburg eine Größe von 3,75 Quadratmeilen und 5.480 Einwohner Kantonmaire war ein Herr von Bock.